# Genovaitė Ramoškienė
Genovaitė Ramoškienė   (Daičiūnai, 12 de maig de 1945), de soltera Šidagytė, és una remadora lituana, ja retirada, que va competir sota bandera de la Unió Soviètica durant les dècades de 1960 i 1970.
El 1976 va prendre part en els Jocs Olímpics de Mont-real on, fent parella amb Eleonora Kaminskaitė, guanyà la medalla de bronze en la prova del doble scull del programa de rem.
En el seu palmarès també destaquen una medalla de plata i una de bronze en la modalitat de scull individual al Campionat del món de rem de 1974 i 1975, dues d'or i dues de bronze al Campionat d'Europa de rem, entre 1967 i 1973, set campionats soviètics i vuit campionats lituans.